# Deutsche Eishockey Liga 2005-2006
La Deutsche Eishockey Liga 2005-2006 fu la dodicesima stagione della Deutsche Eishockey Liga. Al termine dei playoff gli Eisbären Berlin riuscirono a difendere il titolo conquistato l'anno prima aggiudicandosi il secondo titolo consecutivo della DEL.
Nei playout i Kassel Huskies, ripescati nell'ultima stagione, furono sconfitti dalla squadra neopromossa dei Füchse Duisburg e perciò furono retrocessi in 2. Eishockey-Bundesliga.

## Stagione regolare
Come nella stagione precedente si disputò un girone unico per tutte e 14 le formazioni, con un doppio turno di andata e ritorno, nel quale al termine dei 60 minuti regolamentari, in caso di pareggio, le squadre si affrontarono negli shootout. Le prime otto squadre si qualificarono ai playoff, mentre le ultime due affrontarono i playout.

### Classifica
|                     | Pos. | Squadra             | Pt  | G  | V  | VOT | POT | P  | GF  | GS  | DR  |
| ------------------- | ---- | ------------------- | --- | -- | -- | --- | --- | -- | --- | --- | --- |
| Germania (bandiera) | 1.   | Eisbären Berlino    | 100 | 52 | 29 | 5   | 3   | 15 | 181 | 142 | +39 |
|                     | 2.   | ERC Ingolstadt      | 98  | 52 | 30 | 3   | 2   | 17 | 162 | 120 | +42 |
|                     | 3.   | DEG Metro Stars     | 93  | 52 | 26 | 4   | 7   | 15 | 171 | 143 | +28 |
|                     | 4.   | Nürnberg Ice Tigers | 91  | 52 | 26 | 2   | 9   | 15 | 137 | 120 | +17 |
|                     | 5.   | Kölner Haie         | 89  | 52 | 24 | 6   | 5   | 17 | 185 | 143 | +42 |
|                     | 6.   | Hamburg Freezers    | 85  | 52 | 21 | 8   | 6   | 17 | 144 | 145 | -1  |
|                     | 7.   | Hannover Scorpions  | 84  | 52 | 21 | 7   | 7   | 17 | 158 | 150 | +8  |
|                     | 8.   | Krefeld Pinguine    | 79  | 52 | 19 | 9   | 4   | 20 | 173 | 169 | +4  |
|                     | 9.   | Frankfurt Lions     | 70  | 52 | 18 | 5   | 6   | 23 | 124 | 137 | -13 |
|                     | 10.  | Adler Mannheim      | 68  | 52 | 19 | 4   | 3   | 26 | 148 | 155 | -7  |
|                     | 11.  | Iserlohn Roosters   | 65  | 52 | 18 | 3   | 5   | 26 | 166 | 178 | -12 |
|                     | 12.  | Augsburger Panther  | 61  | 52 | 15 | 5   | 6   | 26 | 139 | 184 | -45 |
|                     | 13.  | Kassel Huskies      | 58  | 52 | 15 | 5   | 3   | 29 | 137 | 179 | -42 |
|                     | 14.  | Füchse Duisburg     | 51  | 52 | 12 | 5   | 5   | 30 | 131 | 191 | -60 |

Legenda:

      Ammesse ai Playoff
      Ammesse ai Playout
Note:

Tre punti a vittoria, due punti a vittoria dopo overtime, un punto a sconfitta dopo overtime, zero a sconfitta.

## Playoff
|  | Quarti di finale | Quarti di finale   | Quarti di finale   |                 |                     | Semifinali      | Semifinali | Semifinali |  |  | Finale | Finale          | Finale |
|  |                  |                    |                    |                 |                     |                 |            |            |  |  |        |                 |        |
|  | 1                | Eisbären Berlin    | 4                  |                 |                     |                 |            |            |  |  |        |                 |        |
|  | 8                | Krefeld Pinguine   | 1                  |                 |                     |                 |            |            |  |  |        |                 |        |
|  | 8                | Krefeld Pinguine   | 1                  |                 | 1                   | Eisbären Berlin | 3          |            |  |  |        |                 |        |
|  |                  |                    |                    |                 | 1                   | Eisbären Berlin | 3          |            |  |  |        |                 |        |
|  |                  | 7                  | Hannover Scorpions | 0               |                     |                 |            |            |  |  |        |                 |        |
|  | 2                | 7                  | Hannover Scorpions | 0               | ERC Ingolstadt      | 3               |            |            |  |  |        |                 |        |
|  | 2                |                    |                    |                 | ERC Ingolstadt      | 3               |            |            |  |  |        |                 |        |
|  | 7                | Hannover Scorpions | 4                  |                 |                     |                 |            |            |  |  |        |                 |        |
|  |                  |                    |                    |                 |                     |                 |            |            |  |  | 1      | Eisbären Berlin | 3      |
|  |                  |                    | 3                  | DEG Metro Stars | 0                   |                 |            |            |  |  |        |                 |        |
|  | 3                | DEG Metro Stars    | 4                  |                 |                     |                 |            |            |  |  |        |                 |        |
|  | 6                | Hamburg Freezers   | 2                  |                 |                     |                 |            |            |  |  |        |                 |        |
|  | 6                | Hamburg Freezers   | 2                  |                 | 3                   | DEG Metro Stars | 3          |            |  |  |        |                 |        |
|  |                  |                    |                    |                 | 3                   | DEG Metro Stars | 3          |            |  |  |        |                 |        |
|  |                  | 4                  | Kölner Haie        | 2               |                     |                 |            |            |  |  |        |                 |        |
|  | 4                | 4                  | Kölner Haie        | 2               | Nürnberg Ice Tigers | 0               |            |            |  |  |        |                 |        |
|  | 4                |                    |                    |                 | Nürnberg Ice Tigers | 0               |            |            |  |  |        |                 |        |
|  | 5                | Kölner Haie        | 4                  |                 |                     |                 |            |            |  |  |        |                 |        |

### Quarti di finale
| Squadra 1           | Totale | Squadra 2          | Gara 1    | Gara 2 | Gara 3    | Gara 4 | Gara 5    | Gara 6 | Gara 7 |
| ------------------- | ------ | ------------------ | --------- | ------ | --------- | ------ | --------- | ------ | ------ |
| Eisbären Berlino    | 4 - 1  | Krefeld Pinguine   | 2 - 4     | 6 - 1  | 5 - 4     | 5 - 2  | 4 - 1     |        |        |
| ERC Ingolstadt      | 3 - 4  | Hannover Scorpions | 3 - 2     | 1 - 2  | 6 - 2     | 2 - 3  | 5 - 0     | 1 - 5  | 3 - 5  |
| DEG Metro Stars     | 4 - 2  | Hamburg Freezers   | 3 - 2 dts | 2 - 4  | 4 - 1     | 2 - 3  | 4 - 3 dts | 4 - 2  |        |
| Nürnberg Ice Tigers | 0 - 4  | Kölner Haie        | 3 - 4     | 0 - 4  | 3 - 4 dts | 2 - 6  |           |        |        |

### Semifinali
| Squadra 1        | Totale | Squadra 2          | Gara 1    | Gara 2 | Gara 3 | Gara 4    | Gara 5 |
| ---------------- | ------ | ------------------ | --------- | ------ | ------ | --------- | ------ |
| Eisbären Berlino | 3 - 0  | Hannover Scorpions | 4 - 3 dts | 3 - 2  | 5 - 3  |           |        |
| DEG Metro Stars  | 3 - 2  | Kölner Haie        | 3 - 2     | 3 - 5  | 6 - 1  | 4 - 5 dts | 5 - 3  |

### Finale
| Squadra 1        | Totale | Squadra 2       | Gara 1 | Gara 2 | Gara 3 | Gara 4 | Gara 5 |
| ---------------- | ------ | --------------- | ------ | ------ | ------ | ------ | ------ |
| Eisbären Berlino | 3 - 0  | DEG Metro Stars | 6 - 1  | 2 - 0  | 6 - 2  |        |        |

## Playout

### Finale
| Squadra 1      | Totale | Squadra 2       | Gara 1 | Gara 2    | Gara 3 | Gara 4 | Gara 5 |
| -------------- | ------ | --------------- | ------ | --------- | ------ | ------ | ------ |
| Kassel Huskies | 2 - 3  | Füchse Duisburg | 3 - 6  | 4 - 5 dts | 3 - 2  | 2 - 5  | 3 - 4  |